# Claudio Arturi
Claudio Fabián Arturi Vini (* 11. Juni 1971 in Buenos Aires) ist ein ehemaliger argentinischer Fußballspieler. Der Angreifer nahm in seiner Zeit bei den Rampla Juniors zudem die uruguayische Staatsangehörigkeit an.

## Karriere
Claudio Arturi begann seine professionelle Karriere im Jahr 1988 bei den Rampla Juniors in Uruguay, wo er in 41 Spielen sieben Tore erzielte. Nach dieser erfolgreichen Zeit wechselte er 1994 nach Chile zu Deportes Antofagasta, wo er bis 1996 spielte. Es folgte 1997 eine Leihe zum kolumbianischen Klub Once Caldas, ehe er im selben Jahr zu Deportes Iquique nach Chile wechselte. In den Jahren 1998 und 1999 spielte er für den CD Huachipato, ehe er im Jahr 2000 zu Independiente Medellín in Kolumbien wechselte. Seine letzte Station war 2001 beim chinesischen Klub Tianjin Teda, wo er 2001 seine Karriere beendete.
Nach seiner aktiven Karriere erwarb Arturi die UEFA-Pro-Lizenz als Trainer und ist in unteren Ligen Spaniens tätig.

## Erfolge
Deportes Iquique
- Chilenischer Zweitliga-Meister: 1997